# Boris Assafiev
Boris Vladimirovitch Assafiev (en russe : Борис Владимирович Асафьев; ISO 9 : Boris Vladimirovič Asaf'ev), né le 17 juillet 1884 (29 juillet 1884 dans le calendrier grégorien) à Saint-Pétersbourg, mort le 27 janvier 1949 à Moscou, est un compositeur et critique russe et soviétique.

## Vie
Assafiev étudie la philologie et l’histoire à l’université de Saint-Pétersbourg et parallèlement la composition musicale, avec Anatoli Liadov, au Conservatoire. Ce sont les rencontres avec le critique d’art Vladimir Stassov qui ont influencé la formation du jeune musicien. En 1910, Assafiev devient répétiteur de ballet au théâtre Mariinski de Saint-Pétersbourg, et à partir de 1914 il collabore aux journaux musicaux russes les plus significatifs de cette époque. Son domaine de recherche est la musique des compositeurs russes du XIXe siècle et les courants modernes.
À partir de 1920, il dirige le département de musique de l’Institut national d’histoire de l’art et participe à l’Association pour la musique contemporaine. C’est à cette époque que paraît la plupart de ses œuvres musicologiques majeures, dont les premières monographies en russe consacrées à Igor Stravinsky, Alfredo Casella, Alban Berg, Paul Hindemith, Ernst Křenek et Les Six. Tous ces livres sont écrits sous le pseudonyme d'« Igor Glebov ». Sur la proposition d’Assafiev, les théâtres de Léningrad montent des opéras nouveaux tels que Wozzeck d’Alban Berg, Der ferne Klang de Franz Schreker, Der Sprung über den Schatten et Jonny spielt auf d’Ernst Křenek. Il insiste aussi qu’en 1928 Boris Godounov de Modeste Moussorgski voie la scène en version d’auteur et non revisé par Rimski-Korsakov. Sous sa révision sont parues les traductions russes des livres de Paul Bekker et Ernst Kurth. Assafiev dévéloppe les idées de ce dernier dans son livre La Forme musicale comme un procès (1930).
Au début des années 1930, Assafiev se concentre sur la composition. Ses œuvres qui remportent le plus de succès sont les ballets Flammes de Paris (1932) dont l’action se déroule pendant la Révolution française et La Fontaine de Bakhtchisaraï d’après le poème de Pouchkine (1933).

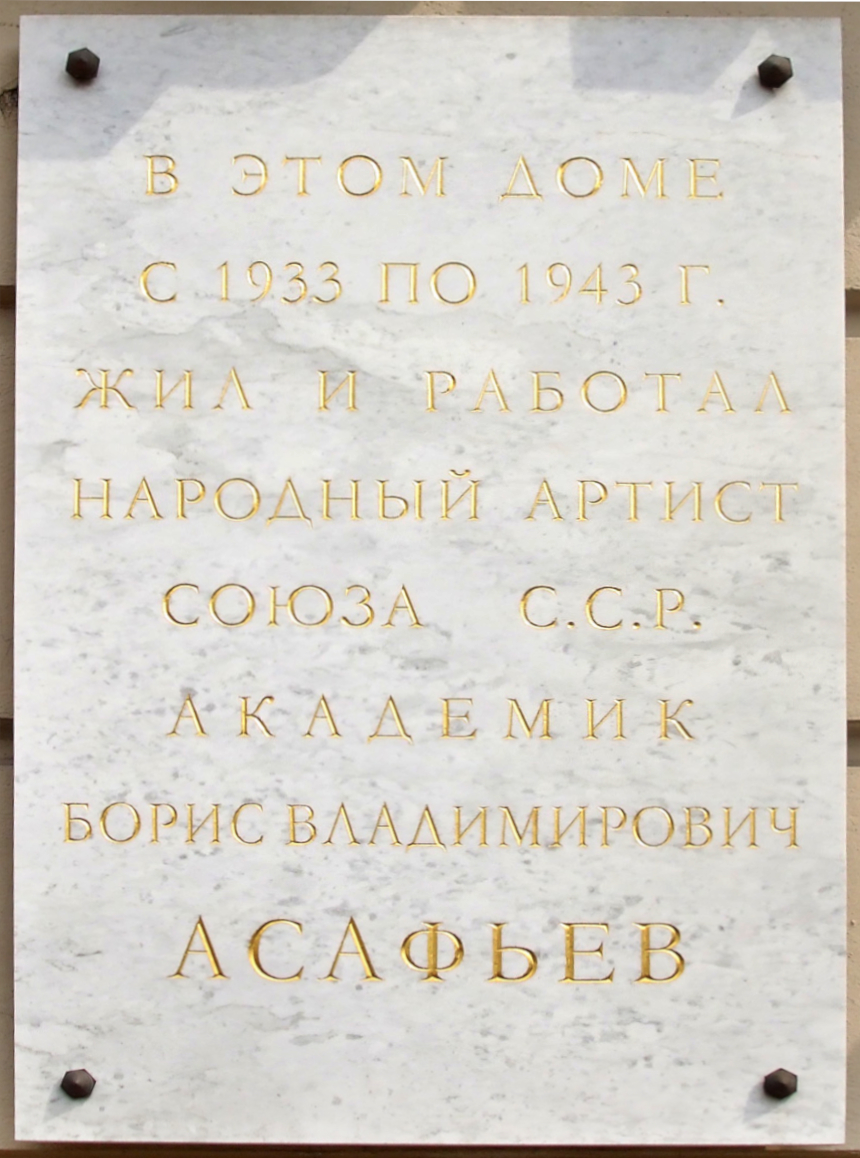
Plaque à Saint-Pétersbourg en hommage à Assafiev.

Pendant le siège de Léningrad, Assafiev reste dans la ville sans cesser ses activités et en 1943 il déménage à Moscou où il devient membre de l’Institut national d’histoire de l’art. La même année, il est fait académicien de l’Académie des sciences d’URSS (il est le seul musicologue d’avoir obtenu ce titre). En 1948, le Prix Staline lui est décerné pour sa monographie sur Mikhaïl Glinka.
Après guerre, Andreï Jdanov impose le réalisme socialiste comme unique esthétique soviétique. Pour la musique, les principes du jdanovisme, soumettant toute activité culturelle à la ligne du Parti au nom du « romantisme révolutionnaire », sont entérinés au premier congrès de l’Union des compositeurs soviétiques convoqués en avril 1948. Président de l’Union, Boris Assafiev soumet à une critique dévastatrice les « formalistes » russes et les « modernistes » occidentaux. Il rédige la résolution À propos de l'opéra "La Grande Amitié" dans laquelle est publiée le 10 février 1948 la liste de dénonciation des compositeurs Chostakovitch, Prokofiev, Miaskovski, Khatchatourian, Popov et Chebaline. À sa mort, en 1949, le compositeur Tikhon Khrennikov lui succède et il demeure aux commandes quarante-trois ans, jusqu’à la disparition de l’URSS en 1991.
Mort à Moscou, Boris Assafiev est enterré au cimetière de Novodevitchi.

## Œuvres

### Opéra
- Cendrillon (1906)
- La Reine des neiges (1907)
- La Femme du trésorier (1935)
- Minine et Pojarski (1936-1938)
- L'Orage (1939-1940)
- La Beauté slave (1940)

### Ballet
27 ballets dont :
- Le Cadeau des fées (1910)
- Roi Carnaval (1914)
- La Fille de glace (d’après la musique d’Edvard Grieg; 1918)
- La Carmagnole (1918)
- Flammes de Paris ou la Triomphe de la République (1932), chorégraphie de Vassili Vainonen.
- La Fontaine de Bakhtchisaraï (1933), chorégraphie de Rostislav Zakharov
- Illusions perdues (1935), chorégraphie de Rostislav Zakharov
- Le Prisonnier du Caucase (1936), chorégraphie de Rostislav Zakharov
- La Belle Radda (1937)
- La Nuit de Noël (1938)
- Ivan Bolotnikov (1938)
- Stepan Razine (1939)
- Aschik-Kerib, (1939-1940)
- Le Cavalier de bronze (1940)
- Portraits des artistes de ballet (1940)
- Francesca da Rimini (1943)
- Le Convive de pierre (1943)
- Un conte de printemps (1946)
- La Famille (1947)

### Musique orchestrale
- 5 symphonies
- Concerto pour piano
- Concerto pour guitare
- Concertino pour clarinette

### Musique de chambre et autres
- Sonate pour trompette (1939)
- Quatuor à cordes (1940)
- Sonates pour alto, violoncelle, hautbois, trompette
- Plusieurs œuvres pour piano
- Les romances